# Skybot F-850
Der Skybot F-850 ist ein anthropomorpher Roboter des russischen Raumfahrtprogramms. Er dient als „Versuchspassagier“ für Testmissionen zur Vorbereitung bemannter Raumflüge. Skybot ist eine Variante des russischen Militärrobotertyps Fedor (Abkürzung für Final Experimental Demonstration Object Research).

## Entwicklung
Fedor wird seit 2014 von dem russischen Unternehmen Android Technics und der militärischen Forschungsorganisation Russian Foundation for Advanced Research Projects (FPI oder FARP) entwickelt und gebaut. Nach Aussage russischer Staatsmedien soll es sich ursprünglich um einen Rettungsroboter für Katastrophenopfer handeln, aber Fedor wurde auch beim Schießtraining gezeigt. Der Roboter ist mit Sensorhandschuhen und einer Videobrille in „Ich-Perspektive“ steuerbar.
Die FPI entwickelt auch den robotischen Kampfpanzer Marker.

## Einsatz
Am 22. August 2019 startete Skybot F-850 mit dem unbemannten Raumschiff Sojus MS-14 zur Internationalen Raumstation (ISS). Dort verbrachte er einige Tage im russischen Teil der Station, wo der Kosmonaut Alexei Owtschinin die Steuerung des Roboters demonstrierte. Am 6. September landete das Raumschiff mit Skybot wohlbehalten in der kasachischen Steppe südöstlich von Schesqasghan. Sojus MS-14 war eine Testmission für die Umstellung der russischen ISS-Zubringerflüge auf eine neuere Version der Sojus-Rakete.
Damals war geplant, dass auch beim Erstflug des Raumschiffs Federazija ein Skybot an Bord sein wird. Dieser Erstflug wurde seitdem von 2022 auf frühestens 2028 verschoben.
Langfristig plant Russland auch Robotermissionen zum Mond, als Vorbereitung für bemannte Mondlandungen in den 2030er Jahren.

## Belege
- Российский робот "Федор" получил новое имя перед полетом в космос. RIA Novosti, 17. Juli 2019 (russisch)
- Russia’s FEDOR robot to spend 1.5 weeks in space - Roscosmos. TASS, 21. Juli 2019 (englisch)
- This robot could be the future of Russian space exploration. Russia Beyond, 26. Juli 2019 (englisch)
- Video eines Fedor-Schießtrainings auf YouTube, April 2017
- Soyuz MS-14 aborts docking with ISS. Russian Space Web

Einzelnachweise
1. ↑  Russia testing experimental robotic combat platform. TASS, 9. Juli 2019, abgerufen am 30. Juli 2019 (englisch).
2. ↑  Chris Gebhardt: Soyuz MS-14 to test new upgrades, ferry Skybot humanoid robot to Station werk=Nasaspaceflight.com. 22. August 2019, abgerufen am 22. August 2019 (englisch).

## Weitere Weblinks
- FEDOR auf der FPI-Website (russisch)
- Roskosmos-Video über den geplanten Einsatz von Skybot F-850 bei Sojus MS-14 auf YouTube  (russisch)
- Aufzeichnung des Sojus-MS-14-Starts mit Skybot auf YouTube F-850 (russisch)
- Skybot an Bord der ISS; Abkopplung von Sojus MS-14 auf YouTube, SciNews, Video vom 6. September 2019